# ISA 9000
ISA 9000 è un film documentario del 2001, diretto da Angelo Serio. 

## Trama
L'attrice Isa Danieli viene rapita da un produttore teatrale che vuole farla clonare per ricavarne una copia da impiegare nei suoi spettacoli. Un manipolo di rapitori improvvisati si occupa del sequestro, ma subisce il fascino affabulatorio dell'attrice che racconta le sue esperienze personali ed artistiche...

## Produzione
ISA 9000 è stato realizzato con il contributo di regione Campania, comune di Nocera Inferiore, Frame s.p.a. e Theatre de Poche. Tutti gli attori ed i personaggi coinvolti hanno lavorato gratis.

## Distribuzione
Isa 9000 ha partecipato al Maremma Doc Festival 2002, Riccione TTV 2002, evento speciale al Bellaria Film Festival 2003. Nel 2004, dove viene proiettato agli Istituti Italiani di Cultura di Los Angeles e San Francisco, al Marilyn Monroe Theatre at the Lee Strasberg Institute di Los Angeles su invito di Anna Strasberg, ed all'Università della California UCSD che, inoltre, l'acquisisce nel proprio archivio audiovisivo.